# Žalm 20

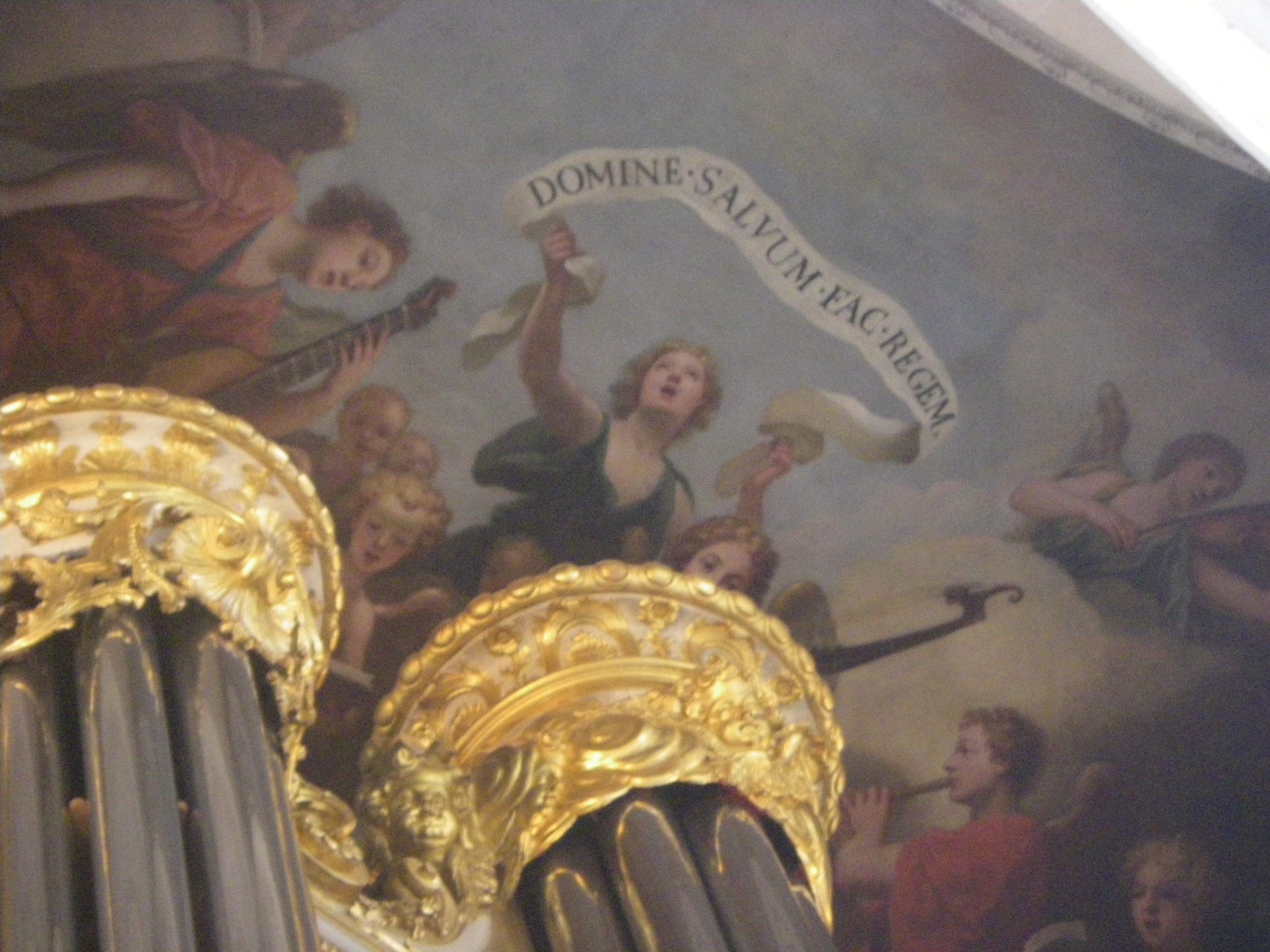
„Domine salvum fac regem.“ Motiv z žalmu 20 použitý na výzdobě královské kaple ve Versailleském zámku

Žalm 20 (Kéž tě vyslyší Hospodin v den tísně, lat. Exaudiat te Dominus, podle řeckého překladu žalm 19) je součástí starozákonní Knihy žalmů. Patří do 1. knihy žalmů, mezi Davidovské žalmy.

## Text
| verš | hebrejský originál                                                    | český překlad | latinský překlad (Vulgata) |
| ---- | --------------------------------------------------------------------- | --- | --- |
| 1    | לַמְנַצֵּחַ, מִזְמוֹר לְדָוִד                                                     | [Pro předního zpěváka. Žalm Davidův.]                                                                                             | [in finem psalmus David] |
| 2    | יַעַנְךָ יְהוָה, בְּיוֹם צָרָה; יְשַׂגֶּבְךָ, שֵׁם אֱלֹהֵי יַעֲקֹב                              | Kéž tě vyslyší Hospodin v den tísně a ochrání tě jméno Jakubova Boha!                                                             | Exaudiat te Dominus in die tribulationis protegat te nomen Dei Iacob                                                                       |
| 3    | יִשְׁלַח-עֶזְרְךָ מִקֹּדֶשׁ; וּמִצִּיּוֹן, יִסְעָדֶךָּ                                         | Kéž ti ze svatyně sešle pomoc a podporu ti poskytne ze Siónu!                                                                     | Mittat tibi auxilium de sancto et de Sion tueatur te                                                                                       |
| 4    | יִזְכֹּר כָּל-מִנְחֹתֶךָ; וְעוֹלָתְךָ יְדַשְּׁנֶה סֶלָה                                       | Kéž se rozpomene na všechny tvé dary a tvá oběť je mu milá!                                                                       | memor sit omnis sacrificii tui et holocaustum tuum pingue fiat                                                                             |
| 5    | יִתֶּן-לְךָ כִלְבָבֶךָ; וְכָל-עֲצָתְךָ יְמַלֵּא                                           | Kéž ti udělí, co si žádá tvé srdce, a splní ti každý tvůj záměr!                                                                  | Tribuat tibi secundum cor tuum et omne consilium tuum confirmet                                                                            |
| 6    | נְרַנְּנָה, בִּישׁוּעָתֶךָ-- וּבְשֵׁם-אֱלֹהֵינוּ נִדְגֹּל;יְמַלֵּא יְהוָה, כָּל-מִשְׁאֲלוֹתֶיךָ              | Nad tvým vítězstvím zajásejme, korouhve vztyčme ve jménu svého Boha, kéž splní Hospodin všechna tvá přání!                        | Laetabimur in salutari tuo et in nomine Dei nostri magnificabimur, Impleat Dominus omnes petitiones tuas nunc cognovi quoniam salvum fecit |
| 7    | עַתָּה יָדַעְתִּי-- כִּי הוֹשִׁיעַ יְהוָה, מְשִׁיחוֹ:יַעֲנֵהוּ, מִשְּׁמֵי קָדְשׁוֹ-- בִּגְבֻרוֹת, יֵשַׁע יְמִינוֹ | Nyní vím, že Hospodin dal vítězství svému pomazanému, vyslyšel ho ze svých svatých nebes silnou svou pravicí, jež dává vítězství. | Dominus christum suum exaudiet illum de caelo sancto suo in potentatibus salus dexterae eius                                               |
| 8    | אֵלֶּה בָרֶכֶב, וְאֵלֶּה בַסּוּסִים;וַאֲנַחְנוּ, בְּשֵׁם-יְהוָה אֱלֹהֵינוּ נַזְכִּיר                   | Síla jedněch je ve vozech, síla druhých v koních, ale naše síla je ve jménu Hospodina, našeho Boha.                               | Hii in curribus et hii in equis nos autem in nomine Domini Dei nostri invocabimus                                                          |
| 9    | הֵמָּה, כָּרְעוּ וְנָפָלוּ; וַאֲנַחְנוּ קַּמְנוּ, וַנִּתְעוֹדָד                                 | Tamti se zhroutili a padli, my však stojíme a vytrváme!                                                                           | Ipsi obligati sunt et ceciderunt nos vero surreximus et erecti sumus                                                                       |
| 10   | יְהוָה הוֹשִׁיעָה: הַמֶּלֶךְ, יַעֲנֵנוּ בְיוֹם-קָרְאֵנוּ                                   | Hospodine, dej vítězství králi, vyslyš nás, když k tobě voláme!                                                                   | Domine salvum fac regem et exaudi nos in die qua invocaverimus te                                                                          |

## Užití v liturgii

### V křesťanství
Užívá se při modlitbě breviáře.
V anglikánské církvi se modlívá podle Book of common prayers ráno čtvrtý den v měsíci.

### V judaismu
V židovské liturgii je 20. žalm součástí ranní modlitby pro všední dny. Jako důvod jeho zařazení se uvádí, že 70 slov, z nichž se žalm skládá, odkazuje na 70 let vyhnanství po zboření prvního chrámu a připomíná, že i vyhnanství po zboření druhého chrámu je dočasné a jednou skončí. Utrpení vystupňované na maximum, o němž je řeč v úvodu žalmu a jež je označeno jako „den soužení“, je čas, kdy modlitba k Hospodinu nachází největší odezvu a může přispět k o to slavnější katarzi – záchraně či vítězství. Z toho důvodu je žalm zařazen do závěrečné části ranní liturgie, těsně před modlitbu U-va le-Cijon go'el („A přijde Siónu vykupitel'“). Kvůli trápení zmiňovanému v úvodu žalmu se žalm nerecituje o Šabatu, svátcích a dalších dnech, pro které je předepsán radostný charakter. Optimistické vyznění závěru žalmu jej naopak vylučuje z modlitby v domě truchlícího.
Jednotlivé verše žalmu jsou v sidurech začleněny i do modlitebních bloků Psukej de-zimra („Verše písní“) a Tachanun. Konkrétně součástí Psukej de-zimra je poslední verš žalmu, o němž je v Talmudu napsáno, že je jedním ze tří veršů Knihy žalmů, které musí mít člověk stále na paměti. Spis Šimuš Tehilim („Užití Žalmů“), jehož autorem je zřejmě židovský učenec Chaj Ga'on (939–1038), navíc uvádí, že recitace 20. žalmu je prospěšná těm, kteří jsou s někým v soudní při.

## Užití v hudbě
Mezi významná hudební zpracování žalmu 20 patří díla těchto autorů:
- Marc-Antoine Charpentier H.162, H.285 (1672)
- Jean-Baptiste Lully LWV 77/15
- Charles-Hubert Gervais
- Thomas Gobert: Ps. XIX (1661)

Oblíbeným námětem hudebních skladeb byl rovněž samostatný poslední verš žalmu (Hospodine, vítězství dej králi!) Moteto, které na tento text složil Jean Mouton v r. 1515, bylo použito při korunovaci Františka I. a od té doby se stalo neoficiální hymnou francouzských králů. Další známá zhudebnění tohoto verše jsou:
- Jean-Baptiste Lully LWV 77, č. 4
- Dietrich Buxtehude BuxWV 18 (1687)
- François Couperin
- Joseph Bodin de Boismortier (1728)
- Ferenc Liszt (1853)